# Liga de Béisbol Profesional de la República Dominicana 2013-14
La temporada 2013-2014 de la Liga de Béisbol Profesional de la República Dominicana fue la 60.ª edición de este campeonato. La temporada regular comenzó el 18 de octubre de 2013 y finalizó el 22 de diciembre de 2013. El Todos contra Todos o Round Robin inició el 27 de diciembre de 2013 y finalizó el 18 de enero de 2014. La Serie Final se llevó a cabo, iniciando el 20 de enero y concluyendo el 28 de enero de 2014, cuando los Tigres del Licey se coronaron campeones de la liga sobre los Leones del Escogido.
La temporada fue dedicada a Miguel Heded Azar, presidente del equipo Tigres del Licey desde 1997 hasta 2002.